# Віржіні Ансело
Марґарита Луїза Віржіні Ансело (фр. Marguerite-Louise Virginie Ancelot, уроджена Шардон; 15 березня 1792, Діжон — 20 березня 1875, Париж) — французька письменниця, драматург, мемуаристка і художниця; дружина драматурга Жак-Франсуа Ансело; господиня літературного салону.

## Біографія
З 12 років Віржіні оселилася в Парижі, щоб навчатися живопису. У 1816—1817 роках познайомилася з письменником Жаком-Франсуа Ансело. Вони одружилися 1818 року.
Як художниця Віржіні дебютувала на Салоні 1827 року. Написала тринадцять п'єс, деякі були прийняті до постановки в паризьких театрах. Автор численних повістей та оповідань.
До смерті Жака-Франсуа 1854 року, близько тридцяти років, подружжя тримало знаменитий салон у готелі де Ларошфуко на рю де Лілль. Тут щотижня зустрічалися всі знаменитості Франції від епохи Реставрації до Другої імперії: Альфонс Доде, Віктор Гюго, Софі Ге та її донька Дельфіна де Жірарден, Мелані Вальдор, Рашель, Стендаль, Альфред де Мюссе, Гізо, Ламартін.
Після смерті чоловіка Віржіні залишила світське життя та присвятила себе вихованню онуків та написанню мемуарів.

## Твори

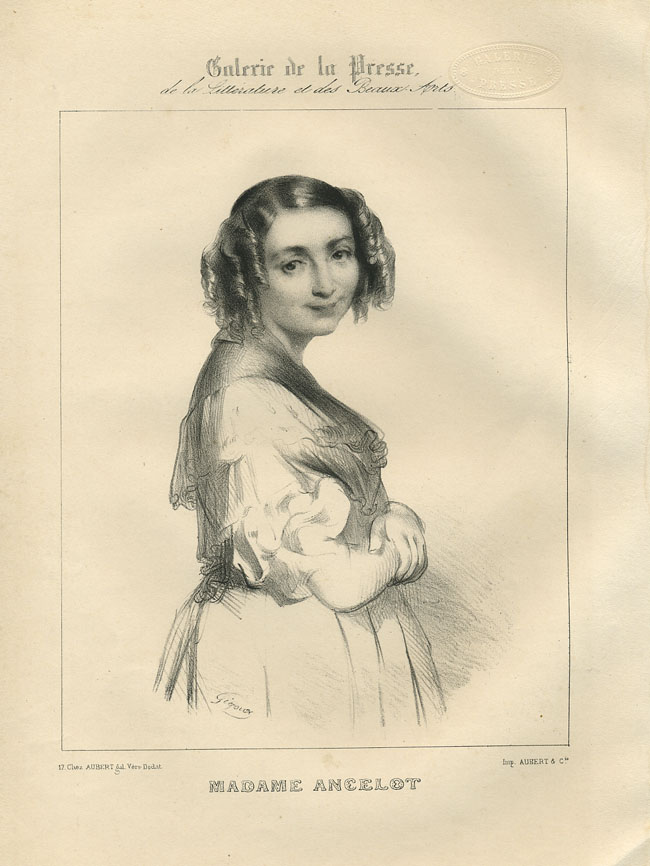
Літографічний портрет Ст. Ансело роботи Марі-Олександра Алофа

### П'єси
- Le château de ma nièce. Un acte. 1837
- Clémence ou la fille de l'avocat. 1839
- Isabelle ou deux jours d'experience. Un acte. 1838
- Madame Roland. 1843
- Marguerite. 1840

### Романи
- Gabrielle. 1840[5]
- Émerance. 1841
- Méderine. 1843
- Renée de Varville. 1853
- La Nièce du banquier. 1853
- Renée de Varville. 1853
- Georgine. 1855
- Une route sans issue. 1857
- Une famille parisienne au XIXe siècle. 1857
- La fille d'une joueuse. 1858
- Un nœud de ruban. 1858
- Un drame de nos jours. 1860
- Une faute irréparable. 1860
- Le Baron de Frèsmoutiers. 1861
- Les Deux Sœurs. 1866